# Lucanas (provincie)
Lucanas is een provincie in de regio Ayacucho in Peru. De provincie heeft een oppervlakte van 14.495 km² en telt 68.003 inwoners (2015). De hoofdplaats van de provincie is het district Puquio.

## Bestuurlijke indeling
De provincie Lucanas is verdeeld in 21 districten, UBIGEO tussen haakjes:
- (050602) Aucara
- (050603) Cabana
- (050604) Carmen Salcedo
- (050605) Chaviña
- (050606) Chipao
- (050607) Huac-Huas
- (050608) Laramate
- (050609) Leoncio Prado
- (050610) Llauta
- (050611) Lucanas
- (050612) Ocaña
- (050613) Otoca
- (050601) Puquio, hoofdplaats van de provincie
- (050614) Saisa
- (050615) San Cristóbal
- (050616) San Juan
- (050617) San Pedro
- (050618) San Pedro de Palco
- (050619) Sancos
- (050620) Santa Ana de Huaycahuacho
- (050621) Santa Lucía

Cangallo · Huamanga · Huanca Sancos · Huanta · La Mar · Lucanas · Parinacochas · Páucar del Sara Sara · Sucre · Víctor Fajardo · Vilcas Huamán